# Halové mistrovství České republiky v atletice 2019
Halové mistrovství ČR v atletice 2019 se uskutečnilo ve dnech 16.–17. února 2019 v Ostravě. 

## Medailisté

### Muži
| Soutěž                        | Zlato                   | Stříbro               | Bronz                   |
| 60 m                          | Zdeněk Stromšík 6,64    | Pavel Maslák 6,76     | Jan Veleba 6,77         |
| 200 m                         | Daniel Vejražka 21,50   | Michal Tlustý 21,53   | Tomáš Němejc 21,56      |
| 400 m                         | Jan Tesař 46,70         | Patrik Šorm 46,83     | Michal Desenský 46,95   |
| 800 m                         | Filip Šnejdr 1:48,38    | Tomáš Vystrk 1:49,15  | Vojtěch Mlynář 1:50,43  |
| 1500 m                        | Filip Sasínek 3:44,02   | Daniel Kotyza 3:46,29 | Adam Dvořáček 3:49,86   |
| 3000 m                        | Jan Friš 8:22,09        | Damián Vích 8:26,51   | Jáchym Kovář 8:27,92    |
| 60 m př.                      | Michal Brož 7,94        | Jiří Sýkora 7,95      | Marek Lukáš 8,09        |
| Skok do výšky                 | Marek Bahník 220 cm     | Matyáš Dalecký 212 cm | Petr Pícha 208 cm       |
| Skok o tyči                   | Michal Balner 522 cm    | Jan Kudlička 522 cm   | Matěj Ščerba 522 cm     |
| Skok daleký                   | Radek Juška 788 cm      | Adam Pekárek 739 cm   | Tomáš Kratochvíl 729 cm |
| Trojskok                      | Jiří Vondráček 16,03 m  | Ondřej Vodák 15,42 m  | Zdeněk Kubát 15,21 m    |
| Vrh koulí                     | Ladislav Prášil 19,34 m | Martin Novák 19,20 m  | Jan Touš 17,02 m        |
| Sedmiboj 8.–10. 2. 2019 Praha | Jiří Sýkora 6006 bodů   | Jan Doležal 5907 bodů | Marek Lukáš 5619 bodů   |

### Ženy
| Soutěž                       | Zlato                          | Stříbro                      | Bronz                       |
| 60 m                         | Klára Seidlová 7,26            | Nikola Bendová 7,50          | Lucie Domská 7,57           |
| 200 m                        | Jana Slaninová 23,81           | Barbora Šplechttnová 23,86   | Barbora Dvořáková 24,14     |
| 400 m                        | Lada Vondrová 52,67            | Zuzana Hejnová 53,03         | Tereza Petržilková 53,44    |
| 800 m                        | Diana Mezuliáníková 2:02,50    | Simona Vrzalová 2:02,94      | Lenka Masná 2:04,38         |
| 1500 m                       | Simona Vrzalová 4:27,35        | Renata Vocásková 4:30,52     | Anna Málková 4:32,88        |
| 3000 m                       | Kristiina Sasínek Mäki 9:21,43 | Lucie Sekanová 9:23,12       | Tereza Hrochová 9:43,45     |
| 60 m př.                     | Helena Jiranová 8,31           | Lucie Koudelová 8,31         | Kateřina Dvořáková 8,37     |
| Skok do výšky                | Michaela Hrubá 190 cm          | Klára Krejčiříková 187 cm    | Bára Sajdoková 181 cm       |
| Skok o tyči                  | Romana Maláčová 435 cm         | Amálie Švábíková 417 cm      | Nikol Jiroutová 402 cm      |
| Skok daleký                  | Anna Křížková 610 cm           | Eliška Klučinová 598 cm      | Michaela Kučerová 597 cm    |
| Trojskok                     | Emma Maštalířová 12,90 m       | Šárka Vachata 12,54 m        | Ivana Reicheltová 12,07 m   |
| Vrh koulí                    | Markéta Červenková 16,58 m     | Gabriela Pallová 15,46 m     | Jana Kárníková 15,04 m      |
| Pětiboj 8.–10. 2. 2019 Praha | Eliška Klučinová 4662 bodů     | Kateřina Dvořáková 4062 bodů | Barbora Dvořáková 3965 bodů |